# Семёновское (Тёмкинский район)
Семёновское — деревня в Тёмкинском районе Смоленской области России. Входит в состав Медведевского сельского поселения. Население — 1 житель (2007 год). 
Расположена в восточной части области в 3 км к юго-западу от Тёмкина, в 23 км северо-восточнее автодороги Р132 Вязьма — Калуга — Тула — Рязань. В 5 км северо-восточнее деревни расположена железнодорожная станция Тёмкино на линии Вязьма — Калуга. 

## История
В годы Великой Отечественной войны деревня была оккупирована гитлеровскими войсками в октябре 1941 года, освобождена в марте 1943 года.